# Alfredo Magarotto

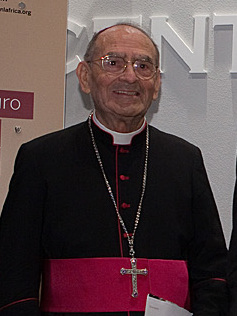
Alfredo Magarotto, 2011

Alfredo Magarotto (* 16. Februar 1927 in Pernumia, Provinz Padua; † 22. Januar 2021 in Rubano) war ein italienischer Geistlicher und römisch-katholischer Bischof von Vittorio Veneto.

## Leben
Alfredo Magarotto war fünfter von neun Geschwistern, von denen drei Schwestern und ein Bruder den Salesianern angehörten. Er empfing nach seiner theologischen Ausbildung am 9. Juli 1950 die Priesterweihe. Er war Präfekt und Lehrer des kleinen Seminars, von dem er im folgenden Jahr in der Diözesantverwaltung wechselte. Parallel schloss er ein Jurastudium an der Universität Padua ab sowie ein theologisches Lizenziatsstudium an der Päpstlichen Lateranuniversität. Ab 1958 unterrichtete er Zivilrecht am Istituto vescovile Barbarigo und ab 1961 war er Professor für Verwaltungsrecht und öffentliches Recht am Großen Seminar. Er war Seelsorger der Bewegung Unione uomini di Azione cattolica und der Centro italiano femminile. Er wurde 1966 Bischofsdelegierter für die katholische Aktion und Koordination des Apostolats der Laien sowie 1967 Bischofsvikar für das Apostolat der Laien. Alfredo Magarotto war siebzehn Jahre lang Generalvikar im Bistum Padua und Kanoniker des Domkapitels der Kathedrale von Padua.
Papst Johannes Paul II. ernannte ihn am 22. Februar 1990 zum Bischof von Chioggia. Die Bischofsweihe spendete ihm Kurienkardinal Bernardin Gantin am 24. März desselben Jahres; Mitkonsekratoren waren Sennen Corrà, Bischof von Concordia-Pordenone, und Antonio Mattiazzo, Bischof von Padua.  Sein bischöfliches Motto war Crescamus in Cristum per omnia. Er war seit 1999 Mitglied des Verwaltungsrates der italienischen Bischofskonferenz CEI.
Am 31. Mai 1997 ernannte ihn Johannes Paul II. zum Bischof von Vittorio Veneto und nahm am 3. Dezember 2003 sein aus Altersgründen vorgebrachtes Rücktrittsgesuch an. Bis 2004 war er noch als Administrator von Vittorio Veneto aktiv und 2007/2008 als Administrator des Bistums Ceneda.
Alfredo Magarotto starb am 22. Januar 2021 in seinem Altersruhesitz Opera della Provvidenza S. Antonio in Rubano im Alter von 93 Jahren nach einer SARS-CoV-2-Infektion.